# 夕顔 (地歌)
『夕顔』（ゆうがお）は、地歌の曲。菊岡検校の作曲、八重崎検校の箏手付による京風手事物である。箏は平調子、三絃は二上り。

## 概要
前歌 - 手事 - 後歌 という構成。小品ながら旋律が美しく、佳曲である。歌詞は源氏物語の第4帖『夕顔』をうたったものであるが、直接物語の筋をうたうのではなく、物語の背景を前提として唄として創作したものである。

## 物語の背景
源氏が17歳のときに六条御息所の邸に忍んで通っていたころ、五条のあたりにある乳母の家を見舞ったとき、夕顔がきれいに咲いた家があった。その夕顔の家の女主人は、決して名前も身の上もあかさなかったが、源氏は身分を隠しその家に通うようになる。この女は三位中将の娘で、頭中将の第二夫人であり頭中将とのあいだに玉鬘をもうけていたが、本妻の嫉妬にあい隠れて暮らしていた。源氏とはお互い素性を明かさぬまま8月15日の明月の晩に源氏の別荘で契りを交わすが、物の怪（六条御息所の生霊ともいわれる）が現れ女は亡くなってしまう。

## 歌詞
歌詞は物語の筋や文句をそのままなぞるのではなく、物語の背景を前提として詩的に構成したものとなっている。歌詞のなかにある「白露、光を添えて」は、夕顔が詠んだ「心あてにそれかぞとみる白露の光そへたる夕顔の花」と源氏の返歌である「よりてこそそれかとも見めたそかれにほのぼの見つる夕顔の花」によっている。
すむは誰

訪いてや見んとたそかれに

寄する車のおとづれも

絶えてゆかしき中垣の

隙間もとめて垣間見や

かざす扇にたきしめし

空炷きものもほのぼのと

ぬしは白露ひかりを添へて

いとど栄えある夕顔の

花に結びしかりねの夢も

覚めて身に染む夜半の風

歌の概略は、住んでいるのは誰だろうかと、たそがれどきに訪れた（源氏の）車であったが、（その女は隠れて住んでいたため、その家に）立ち寄る車も絶えていた。（源氏は、女のことを）知りたく思い中垣の隙間を探し垣間見た。女がかざした扇に焚きこんだ香の香りがどことなく漂ってきて、女主人はだれか知らないが、白露が光を添えて、いっそう美しく見えた夕顔の花を縁に結ばれたうたたねに見た夢も、（女の死によって）覚めてしまい、夜半の風が身にしみた。